# Baumühle (Neustadt am Rübenberge)
Baumühle ist ein Ortsteil der Stadt Neustadt am Rübenberge in der Region Hannover in Niedersachsen.

## Geographische Lage
Baumühle liegt an der Alpe zwei Kilometer südlich von Laderholz und 500 Meter westlich von Bevensen.

## Geschichte
Für das Jahr 1848 wird angegeben, dass Baumühle über drei Wohngebäude mit 19 Einwohnern verfüge. Zu der Zeit bildete Baumühle zusammen mit der Meierei Vorthof und dem Dorf Laderholz einen Gemeindeverband. Zur Volkszählung am 1. Dezember 1871 wird Baumühle mit einer Haushaltung und zwölf Einwohnern als zur Gemeinde Laderholz zugehörig aufgeführt.